# Google Health

Логотип Google Health

Google Health - онлайн хранилище информации медицинского характера. Пользователи службы могли загружать на серверы в интернете сведения о состоянии своего здоровья и истории болезни, а также обмениваться данными с лечащим врачом. Сервис закрыт с 1 января 2012г.
С помощью сервера можно было иметь постоянный доступ к своей личной медицинской информации и предоставлять врачу актуальные данные. При переходе к другому лечащему врачу не нужно было заполнять одни и те же бланки и проходить дополнительные обследования, потому что все данные при желании сохранялись в системе. Доступ к Google Health можно было получить в любое время из любого места.
Одной из особенностей службы Google Health являлась встроенная система уведомлений, предупреждающая пользователей о возможных негативных последствиях приёма тех или иных лекарственных препаратов. Каждый раз, когда в пользовательский профиль добавлялась новая информация, сервис Google Health, анализировал историю болезни владельца аккаунта, проверяя, не могут ли назначенные медикаменты вызвать у пациента аллергические реакции или привести к другим нежелательным результатам.

## История
5 февраля 2009 года Google объявил о расширении своего сервиса Google Health, с помощью которого автоматически можно было собирать информацию с кардиостимуляторов, датчиков давления, сенсоров сахара в крови и других приборов, встроенных в тело пациента. Информация напрямую поступала в базу данных корпорации Google. Также сообщалось, что эта технология была разработана совместно с корпорацией IBM.
24 июня 2011 года компания Google объявила о закрытии сервиса из-за низкой популярности. Согласно утверждениям разработчиков сервис прекратил работу 1 января 2012 года, после чего в течение одного года пользователи имели возможность сохранить собственные данные из сервиса.

## Основные возможности
Основные возможности Google Health:
1. Создавать медицинские профили онлайн.
2. Импортировать медицинские записи из больниц и аптек
3. Больше узнать о здоровье и найти полезные ресурсы
4. Находить больницы и докторов
5. Получить доступ к интернет-службам посвящённым здоровью